# DJ Nevykėlė
DJ Nevykėlė, pseudonimo di Ugnė Dominaitė (Vilnius, 5 giugno 2006), è una disc jockey lituana.

## Biografia
DJ Nevykėlė si è fatta conoscere con Aerobika, brano che ha trascorso otto settimane consecutive in vetta alla Singlų Top 100. È stata premiata con il M.A.M.A. alla svolta dell'anno e il suo album in studio d'esordio, intitolato Ožka, ha debuttato al 2º posto della classifica nazionale, bloccato dalla vetta da Pasaka di Jessica Shy. Ha conseguito due ulteriori ingressi in top ten, uno con Aš tavo lovoj, o tu lolą kapoji e l'altro con Nevykėlė.
Il secondo disco Flamyngaz è uscito nel luglio 2024 ed è entrato nella Albumų Top 100.

## Discografia

### Album in studio
- 2023 – Ožka
- 2024 – Flamyngaz
- 2025 – Atominė

### EP
- 2022 – Nevykėlės dienoraštis
- 2023 – Nevykėlės giesmės

### Singoli
- 2022 – Dreineris konteineris esi
- 2022 – Aerobika
- 2022 – Neleisiu glostyt kasharo
- 2022 – Aš tavo lovoj, o tu lolą kapoji
- 2022 – Rūkymo zona (feat. Mdnght7)
- 2022 – Eyez
- 2023 – Fake (con gli Jautì)
- 2023 – 2013
- 2024 – Zdrw dar kartą
- 2025 – Matrica
- 2025 – Wifey